# Bedside Radio
Bedside Radio ist ein Lied der schweizerischen Hard-Rock-Band Krokus.

## Hintergrund
Bedside Radio ist ein Song, der heute zu den Klassikern der schweizerischen Hard-Rock-Band Krokus gehört und nahezu bei jedem Konzert in der Setlist auftaucht. Gerade in Europa gehört die Komposition, die auf dem vierten, 1980 erschienenen Studioalbum der Formation, Metal Rendez-Vous, an Position 2 gesetzt ist, zu den größten Hits der Band. Geschrieben wurde „Bedside Radio“ von den Hauptsongwritern der Band, Fernando von Arb und Chris von Rohr, sowie von Jürg Naegeli, der zum Veröffentlichungszeitpunkt bereits den Bass abgab, um sich um den Sound der Band zu kümmern.

## Veröffentlichung als Single
Bedside Radio war wohl – auch wenn das genaue Veröffentlichungsdatum heute nicht mehr bekannt ist – noch vor Tokyo Nights und Heatstrokes die erste von drei Singleauskopplungen aus dem Studioalbum Metal Rendez-Vous und somit auch die erste Veröffentlichung dieser Art mit Marc Storace als Sänger. Darüber hinaus ist es folglich die dritte Single der Band insgesamt. Der Song wurde bereits 1979, also als Vorabsingle zum besagten Album, veröffentlicht, schaffte es allerdings bei der Erstveröffentlichung, wie schon die Vorgänger „Highway Song“ und „Susie“, zunächst nicht in die Charts. Dies gelang allerdings schließlich im Dezember 2007, als der Titel infolge des Auftritts der Band in der schweizerischen TV-Show Die grössten Schweizer Hits überraschend bis auf Platz 58 der schweizerischen Singlecharts kletterte. Zudem konnte der Song nach dem Reunion-Konzert im Stade de Suisse in Bern, Schweiz, einen weiteren Charteinstieg in denselben Singlecharts verbuchen, als er im August 2008 nochmals für eine Woche auf Platz 79 einstieg. Die Single Bedside Radio wurde in drei verschiedenen Editionen und zwei verschiedenen Coverartworks veröffentlicht: einmal als reguläre 7″-Single in der Schweiz und in Deutschland mit der B-Seite „Come On“, die ebenso auf Metal Rendez-Vous zu finden ist; darüber hinaus in Großbritannien als 12″-Single mit den ebenfalls auf Metal Rendez-Vous erhältlichen B-Seiten „Back-Seat Rock ’n’ Roll“ und „Lady Double Dealer“ sowie schließlich – auch in Großbritannien – als schwarze und transparente 7″-Promosingle, wiederum mit „Back-Seat Rock ’n’ Roll“ als B-Seite.

## Titelliste der Single
Schweizerische und deutsche 7″-Single
1. Bedside Radio (3:18) (Fernando von Arb/Chris von Rohr/Jürg Naegeli)
2. Come On (4:23) (von Arb/von Rohr)

Britische 12″-Single
1. Bedside Radio (3:18) (von Arb/von Rohr/Naegeli)
2. Back-Seat Rock ’n’ Roll (3:12) (von Arb/von Rohr/Naegeli)
3. Lady Double Dealer (3:12) (von Arb/von Rohr)

Britische 7″-Promosingle
1. Bedside Radio (3:18) (von Arb/von Rohr/Naegeli)
2. Back-Seat Rock ’n’ Roll (3:12) (von Arb/von Rohr/Naegeli)

## Besetzung
- Gesang: Marc Storace
- Leadgitarre: Tommy Kiefer
- Rhythmusgitarre: Fernando von Arb
- Bass: Chris von Rohr
- Schlagzeug: Freddy Steady